# 106 Dione
106 Dione é um asteroide da cintura de asteroides. Foi descoberto por James Craig Watson em 10 de outubro de 1868, e nomeado em homenagem a Dione, Titanesa na Mitologia grega que às vezes se dizia ter sido a mãe de Afrodite, a deusa grega do amor e da beleza. Está listado como um membro do grupo Hecuba de asteróides que orbitam perto da ressonância de movimento médio com 2:1 com Júpiter.

Dione foi observado por ocultação a partir de uma estrela fraca em 19 de janeiro de 1983, por observadores na Dinamarca, Alemanha e Holanda, com um diâmetro de 147 ± 3 km foi deduzido.
As medições feitas com o observatório IRAS dão um diâmetro de 169,92 ± 7,86 km e um albedo geométrico de 0,07 ± 0,01. Em comparação, o MIPS fotômetro no Telescópio Espacial Spitzer dá um diâmetro de 168,72 ± 8,89 km / h e um albedo geométrico de 0,07 ± 0,01. Quando o asteróide foi observado oculta uma estrela, os resultados mostraram um diâmetro de 176,7 ± 0,4 km.
Observações fotométricas  deste asteróide coletadas durante 2004-2005 mostram um período de rotação de 16,26 ± 0,02 horas com uma variação de brilho de 0,08 ± 0,02 magnitude.
Um dos satélites naturais de Saturno também é chamado Dione.